# John Coghlan
John Robert Coghlan (Dulwich, 19 september 1946) is een Engels muzikant, best gekend als de oorspronkelijke drummer van de rockband Status Quo. Hij speelde van 1962 tot 1981 bij deze band.

## Jeugd
Coghlan, de zoon van een in Glasgow geboren vader en een in Londen geboren half-Franse moeder, groeide op in Dulwich en volgde zijn opleiding aan de Kingsdale Comprehensive School. Hij verliet de school op 15-jarige leeftijd om een stage als monteur te beginnen. Hij volgde drumlessen bij Lloyd Ryan, die o.a. ook Phil Collins de drumbeginselen leerde.

## Carrière
Na een ontmoeting met bassist Alan Lancaster, gitarist Francis Rossi en toetsenist Jess Jaworski kwam Coghlan begin 1962 bij Status Quo, die begonnen waren als The Scorpions, maar toen The Spectres heetten. "Ze waren met z'n drieën aan het spelen via een enkele Vox AC30-versterker", herinnert hij zich. "Maar het klonk geweldig en dat was het begin van alles." In 1966 werd de naam van de band veranderd in Traffic en daarna om verwarring met Steve Winwoods Trafficband te voorkomen in Traffic Jam. Na de komst van Rick Parfitt werd het Status Quo. 
Coghlan speelde op de eerste veertien Quo-albums, waaronder hun eerste en meest succesvolle live-album, "Live!" in 1977, en op nummers als Caroline", "Down Down", "Rockin' All Over the World" en "Whatever You Want".

## Vertrek
Terwijl Quo in 1981 aan het opnemen was voor hun album 1+9+8+2, stopte Coghlan onverwachts na bijna twintig jaar in de line-up te hebben gestaan. Volgens eigen zeggen had hij te weinig rust.
Coghlan zette enige solo-projecten op als John Coghlan's Quo en de John Coghlan Band

## Status Quo-reünie
In 2012 kwam Coghlan, samen met bandleden Rick Parfitt, Francis Rossi en Alan Lancaster, herenigd voor een speciale eenmalige jamsessie voor een filmdocumentaire over de band. Hello Quo! werd geregisseerd door Alan G. Parker.
In 2013 en 2014 volgden twee reünietours door het Verenigd Koninkrijk.
- International Standard Name Identifier: 0000 0000 7910 5833
- Library of Congress Control Number: no2005014529
- MusicBrainz: 28f441f4-a563-4b11-9564-4b6d7a03aa84
- Nationale Bibliotheek van Tsjechië: ola2002152249
- Virtual International Authority File: 84964895
- WorldCat: E39PBJfGRbh9TbgbYqhcdDgqcP